# Tegueste
Tegueste es un municipio español ubicado en el norte de la isla de Tenerife, perteneciente a la provincia de Santa Cruz de Tenerife, en la comunidad autónoma de las Islas Canarias.
La capital municipal se localiza en el casco urbano de Tegueste Centro, situado a 550 m s. n. m.
El municipio presenta la particularidad de estar completamente rodeado por el de San Cristóbal de La Laguna, siendo el único de la comunidad autónoma con esta característica. El municipio forma parte del área metropolitana de Tenerife junto con San Cristóbal de La Laguna, El Rosario, Tacoronte, El Sauzal y Santa Cruz de Tenerife. Dicha área metropolitana tiene una población de más de 449 472 habitantes. Es además uno de los tres municipios tinerfeños que carecen de costa, junto a El Tanque y Vilaflor de Chasna.

## Toponimia
El municipio toma su nombre de su principal núcleo de población, que a su vez proviene del antiguo reino guanche o menceyato de Tegueste, y que ocupaba la moderna extensión del municipio más otros enclaves como Valle de Guerra, Tejina y Bajamar. El término, de procedencia guanche, es traducido como 'húmeda' por algunos investigadores.
Actualmente, se piensa que el topónimo Tegueste esté relacionado con Tagaste, ciudad del norte de África en donde nació san Agustín de Hipona y centro de la cultura bereber.

## Símbolos

### Escudo
El 10 de febrero de 1993, la Consejería de Presidencia del Gobierno de Canarias aprueba el escudo heráldico del municipio, quedando definido como:
«Escudo partido: 1.º de gules, cuatro murallas de plata mazonadas de sable, puestas en faja; 2.º de plata, un laurel en su color, terrazado al natural, con unas rocas desde donde sale un torrente de plata, que discurre por la terraza y se pierde por la punta del escudo. Bordura componada de ocho piezas, cuatro de sinople, con una espiga de oro, que corresponden a los cantones, y cuatro de oro con un racimo de uvas al natural, correspondiente al jefe, flanco y punta. Al timbre, Corona Real cerrada.»

### Bandera
El 6 de marzo de 1995 la Consejería de Presidencia y Turismo del Gobierno de Canarias aprueba la bandera municipal, consistente en dos franjas horizontales e iguales, la superior de color blanco y la inferior de color verde esmeralda.

## Geografía
El municipio de Tegueste se encuentra situado al nordeste de la isla de Tenerife. Posee una superficie de 26,41 km², ocupando el 22.º puesto de la isla y el 42.º de la provincia.
Las viviendas se concentran en torno a la carretera a Punta del Hidalgo, con núcleos dispersos en todo el territorio municipal.

### Orografía
El municipio, con una altitud media de 545 m s. n. m., presenta dos zonas bien diferenciadas geográficamente: una zona oriental montañosa, que se corresponde con las estribaciones del extremo noroeste del macizo de Anaga; y una zona centro-occidental bastante llana, correspondiente a los valles de Tegueste y del Socorro. En el área central de estos valles se encuentran antiguos conos volcánicos del tipo estromboliano, entre los que destacan la Montaña del Drago y La Calderilla. En las montañas de Anaga sobresalen la Mesa de Tejina, meseta de 590 metros de altitud, el Picacho del Roque de Pedro Álvarez, pitón fonolítico, y el Cabezo de las Torviscas, punto de altitud máximo de Tegueste con 949,7 m s. n. m.

### Hidrografía
El municipio se halla atravesado por varios barrancos, siendo los principales los de La Goleta, Agua de Dios y el de El Rodeo.

### Clima
Tegueste posee un clima benigno favorecido por su altitud y la influencia directa de los vientos alisios, que aportan humedad. La temperatura media anual está comprendida entre los 15 y los 20 grados centígrados.
| Parámetros climáticos promedio de Tegueste (1982-2012) | Parámetros climáticos promedio de Tegueste (1982-2012) | Parámetros climáticos promedio de Tegueste (1982-2012) | Parámetros climáticos promedio de Tegueste (1982-2012) | Parámetros climáticos promedio de Tegueste (1982-2012) | Parámetros climáticos promedio de Tegueste (1982-2012) | Parámetros climáticos promedio de Tegueste (1982-2012) | Parámetros climáticos promedio de Tegueste (1982-2012) | Parámetros climáticos promedio de Tegueste (1982-2012) | Parámetros climáticos promedio de Tegueste (1982-2012) | Parámetros climáticos promedio de Tegueste (1982-2012) | Parámetros climáticos promedio de Tegueste (1982-2012) | Parámetros climáticos promedio de Tegueste (1982-2012) | Parámetros climáticos promedio de Tegueste (1982-2012) |
| Mes                                                    | Ene.                                                   | Feb.                                                   | Mar.                                                   | Abr.                                                   | May.                                                   | Jun.                                                   | Jul.                                                   | Ago.                                                   | Sep.                                                   | Oct.                                                   | Nov.                                                   | Dic.                                                   | Anual                                                  |
| ------------------------------------------------------ | ------------------------------------------------------ | ------------------------------------------------------ | ------------------------------------------------------ | ------------------------------------------------------ | ------------------------------------------------------ | ------------------------------------------------------ | ------------------------------------------------------ | ------------------------------------------------------ | ------------------------------------------------------ | ------------------------------------------------------ | ------------------------------------------------------ | ------------------------------------------------------ | ------------------------------------------------------ |
| Temp. máx. media (°C)                                  | 17.3                                                   | 17.5                                                   | 18.8                                                   | 19.4                                                   | 20.6                                                   | 22.5                                                   | 25.1                                                   | 26.3                                                   | 25.0                                                   | 23.4                                                   | 20.4                                                   | 18.3                                                   | 21.2                                                   |
| Temp. media (°C)                                       | 14.3                                                   | 14.4                                                   | 15.3                                                   | 15.8                                                   | 17.0                                                   | 18.8                                                   | 21.1                                                   | 21.9                                                   | 21.4                                                   | 19.9                                                   | 17.4                                                   | 15.2                                                   | 17.7                                                   |
| Temp. mín. media (°C)                                  | 11.3                                                   | 11.4                                                   | 11.9                                                   | 12.3                                                   | 13.4                                                   | 15.2                                                   | 17.1                                                   | 17.6                                                   | 17.8                                                   | 16.4                                                   | 14.4                                                   | 12.2                                                   | 14.3                                                   |
| Precipitación total (mm)                               | 70                                                     | 55                                                     | 52                                                     | 28                                                     | 14                                                     | 6                                                      | 1                                                      | 2                                                      | 10                                                     | 46                                                     | 84                                                     | 88                                                     | 456                                                    |
| Fuente: Climate-data.org                               |                                                        |                                                        |                                                        |                                                        |                                                        |                                                        |                                                        |                                                        |                                                        |                                                        |                                                        |                                                        |                                                        |

### Flora
Aunque gran parte de la vegetación natural de Tegueste ha desaparecido debido a las tierras de cultivo y a los núcleos urbanos, aún conserva un importante enclave de gran riqueza ecológica en las montañas de Anaga, manteniéndose zonas de laurisilva en el monte de Pedro Álvarez. El resto de esta zona boscosa está cubierta de fayal-brezal, así como de plantaciones de pino insigne Pinus radiata y eucalipto Eucalyptus ssp.. Estas últimas se extienden también por las elevaciones que separan los valles de Tegueste de La Laguna. En las zonas bajas predominan los matorrales de sustitución de la vegetación potencial, siendo los más extendidos los tunerales de Opuntia ssp., los zarzales de Rubus ulmifolius y las comunidades de incienso Artemisia thuscula y vinagrera Rumex lunaria. En las laderas del barranco de la Goleta se conservan muestras de tabaibal-cardonal, mientras que en el barranco de Blas Núñez aún perdura un bosquete de sauces canarios Salix canariensis.
Tegueste posee dos de los árboles monumentales de la isla: el drago del Prebendado Pacheco y el acebuche de La Fuga.

### Espacios protegidos
Tegueste cuenta con superficie protegida del parque rural de Anaga, espacio incluido en la Red Canaria de Espacios Naturales Protegidos, y que ha sido declarado reserva de la biosfera por la UNESCO en junio de 2015.
Asimismo, esta área es también Zona Especial de Conservación y Zona de Especial Protección para las Aves, incluidas en la Red Natura 2000.
También cuenta con el monte de utilidad pública La Goleta y Pedro Álvarez.

## Historia

### Etapa guanche: antes delsigloXV
Tegueste se encuentra habitado desde época guanche, tal y como demuestran los yacimientos arqueológicos encontrados en numerosos puntos del barranco de Agua de Dios, sobre todo en el lugar conocido por Los Cabezazos. El territorio del moderno municipio formaba parte del menceyato de Tegueste, una de las demarcaciones territoriales en que los guanches tenían dividida la isla antes de la llegada de los conquistadores castellanos en el siglo XV.

### Conquista y colonización europeas: siglosXVyXVI
Durante la conquista, Tegueste formó parte de los denominados bandos de guerra al rechazar la invasión. Una vez terminada la conquista en 1496, las tierras y bienes del antiguo menceyato fueron repartidas entre conquistadores y colonos, destacando entre estos beneficiarios de bienes Fernando de Llerena, Guillén Castellano, Juan de Almansa, Francisco Melián, Gonzalo del Castillo, Fernando de Molina o Juan Zapata.
El pueblo como tal surge desde los primeros momentos de la colonización, desarrollándose su primitivo núcleo —conocido como Tegueste el Viejo— en torno a la moderna plaza de La Arañita y a la primitiva ermita de San Marcos construida hacia 1530 en este paraje.
Tegueste empezó a contar con alcalde de lugar y con alguacil desde mediados del XVI.

### Antiguo Régimen: siglosXVIIyXVIII
En 1606 la ermita de San Marcos es elevada al rango de iglesia parroquial, construyéndose un nuevo templo en su moderna ubicación en 1701.
A partir del siglo xvii comienzan a desarrollarse poblaciones en el valle del Socorro, en lo que sería conocido como Tegueste el Nuevo.
Juan Núñez de la Peña dice de Tegueste en 1676:

TEGUESTE EL VIEJO. El lugar de Tegueste el Viejo, está de la Ciudad tres cuartos de legua; tiene muchas viñas, la parroquia es del glorioso S. Marcos, es curato, tiene su alcalde...
Juan Núñez de la Peña, 1676.

El historiador tinerfeño José de Viera y Clavijo describió el municipio de la siguiente manera:

TEGUESTE. Está como a una legua de la ciudad hacia el Noroeste. Pocas casas arruadas, iglesia pobre de 3 naves, cura provisión del obispo. Su feligresía de 846 personas, repartidas en Tegueste el Nuevo, pago de Pedro Álvarez, La Goleta, Portezuelo. Tiene 5 ermitas: Nuestra Señora del Socorro, en Tegueste el Nuevo, con asistencia de padres agustinos de La Laguna; San Gonzalo, San Luis, Santo Domingo y San Pedro Alcántara. Este territorio alegre, sano y poblado de viñas y frutales, fué cabeza del reino cuando no las hubo.
José de Viera y Clavijo, 1772-1773.

En el siglo XVIII se unen al cargo de alcalde real las figuras de síndico personero, diputado de común y fiel de fechos, formándose el primer «ayuntamiento» de Tegueste.

### Etapa moderna: siglosXIXyXX
Tras la proclamación de la Constitución de Cádiz, Tegueste se constituye en municipio independiente el 14 de febrero de 1813.
El municipio es descrito hacia mitad del siglo XIX por Pascual Madoz de la siguiente forma:

TEGUESTE. Lugar con ayuntamiento de la isla y diócesis de Tenerife, (...). SITUADO en un llano al NO. de la isla, cuyos vientos son los que principalmente reinan; su CLIMA es sano, alegre y despejado, y no se padecen otras enfermedades que las estacionales, fiebres y tercianas. Tiene sobre 265 CASAS de las que 165 forman cuerpo de población y las restantes diseminadas en sus pagos, llamados la Goleta, Tegueste y Porteruelo; hay casa alquilada donde celebra sus sesiones el ayuntamiento, y en la parte baja de la misma una pieza destinada á cárcel; una fuente de agua de buena calidad, de la cual se surten los vecinos para sus usos; iglesia parroquial de entrada (San Marcos) servida por un párroco, un presbítero, un sacristán, un sochantre y dos monaguillos; y 5 ermitas dedicadas á Ntra. Sra. del Socorro, San Gonzalo, San Luis, Sto. Domingo y San Pedro Alcántara, todas en el término á 1/2 leguas de la población con corta diferencia. Confina N. con Tegina; E. el Rosario; S. Montañas, y O. la Laguna. El TERRENO, aunque de secano, es de escelente calidad, hallándose en varios puntos plantaciones de árboles frutales de varias clases, tales como higueras, perales, manzanos etc. CAMINOS: hay uno que dirige á la ciudad de la Laguna, llano y en buen estado; y otro que conduce á Tegina y pueblos del interior de la isla algo descuidado; la CORRESPONDENCIA se recibe de la Laguna por balijero, á cuyo punto lleva la que sale; PRODUCCIÓN: trigo, maiz, patatas, hortalizas, frutas y vino; siendo esta y la del trigo la principal cosecha; se cria un poco de ganado vacuno y mular, pero bastante de cerda; hay caza de conejos, perdices, codordices y palomas; INDUSTRIA: la agrícola y algunos telares de lienzos caseros; COMERCIO: extracción á la Laguna de los frutos sobrantes, é importación en su lugar de aceite, jabón y cueros. El dia del patrono de la villa acude alguna gente de los pueblos inmediatos, y se vende algún ganado y frutas; pero sin que esta reunión merezca el nombre de feria. POBLACIÓN: 267 vecinos, 1162 almas...
Pascual Madoz, 1849.

El 18 de abril de 1996 la Consejería de Presidencia y Relaciones Institucionales del Gobierno de Canarias concedió el título de Villa al municipio de Tegueste por razones históricas, culturales y sociales.

## Demografía
Cuenta con una población de 11 405 habitantes (INE 2024).
| Gráfica de evolución demográfica de Tegueste entre 1842 y 2021 |
| |
| Población de derecho según los censos de población del INE Población de hecho según los censos de población del INEEn estos censos se denominaba Tegueste o Tagueste: 1842, 1857 y 1860 |

A 1 de enero de 2014 tenía un total de 11 097 habitantes, ocupando el 17° puesto en número de habitantes de la isla de Tenerife y el 19° de la provincia.
La población relativa era de 420,18 hab./km².
Del análisis de la pirámide de población se deduce que:
- La población comprendida entre 0 y 14 años era el 14 % del total;
- la población entre 15 y 64 años se correspondía con el 71 %;
- y la población mayor de 65 años era el 15 % restante.

Por sexos contaba con 5512 hombres y 5585 mujeres.
En cuanto al lugar de nacimiento, el 90 % de los habitantes del municipio eran nacidos en Canarias, de los cuales el 48 % había nacido en otro municipio de la isla, el 47 % en el propio municipio y un 5 % procedía de otra isla del archipiélago. El resto de la población la componía un 4 % de nacidos en el resto de España y un 6 % de nacidos en el Extranjero.
| Entidad singular | Habitantes |
| ---------------- | ---------- |
| Las Canteras     | 432        |
| Pedro Álvarez    | 1421       |
| El Portezuelo    | 1571       |
| El Socorro       | 1470       |
| Tegueste Centro  | 4067       |
| Las Toscas       | 2136       |
| Total            | 11 097     |

### Organización territorial
Casi toda la superficie de Tegueste forma parte de la comarca del área metropolitana, a excepción de su área incluida en el parque rural de Anaga que pertenece a la Comarca de Anaga. Tegueste forma parte además de la Mancomunidad de Municipios de Montaña No Costeros de Canarias.
El municipio se encuentra dividido, según datos del Instituto Nacional de Estadística, en seis entidades singulares de población, a su vez divididas en otros núcleos de menor entidad.
| Entidad singular | Núcleos                                                                                            | Superficie |
| ---------------- | -------------------------------------------------------------------------------------------------- | ---------- |
| Las Canteras     | Blas Núñez La Gorgolana Las Canteras                                                               | 1,17 km²   |
| Pedro Álvarez    | El Lomo de Pedro Álvarez El Palomar Faria La Cruz Los Barriales Pedro Álvarez San Bernabé          | 6,78 km²   |
| El Portezuelo    | Nombre de Dios Padilla Alta Padilla Baja Portezuelo Alto Portezuelo Bajo                           | 5,31 km²   |
| El Socorro       | El Infierno El Lomo del Socorro El Socorro Lomo las Rías Molina San Gonzalo San Luis Santo Domingo | 3,9 km²    |
| Tegueste Centro  | El Baldío Los Laureles Tegueste Casco                                                              | 7,92 km²   |
| Las Toscas       | El Gomero El Murgaño La Oliva Las Toscas Mederos Tamarco                                           | 1,33 km²   |
|                  | Total                                                                                              | 26,41 km²  |

## Economía
Tegueste, tradicionalmente agrícola, conserva abundantes tierras de cultivo dedicadas principalmente a la viña. Los vinos producidos en la zona se incluyen en la denominación de origen de Tacoronte-Acentejo. El municipio también conserva algunas explotaciones ganaderas de vacas, cabras, ovejas, cerdos, conejos y gallinas.
A pesar de este carácter rural del municipio, muchos de sus habitantes se dedican al sector terciario trabajando sobre todo en el área metropolitana de Santa Cruz-La Laguna. En el propio municipio se desarrolla también cierto tejido comercial, contando con la Zona Comercial Abierta de Tegueste formada por las calles del Prebendado Pacheco, de Calvo Sotelo, de El Carmen, de Los Pobres, Nueva y Esperanto.

## Administración y política

### Gobierno municipal

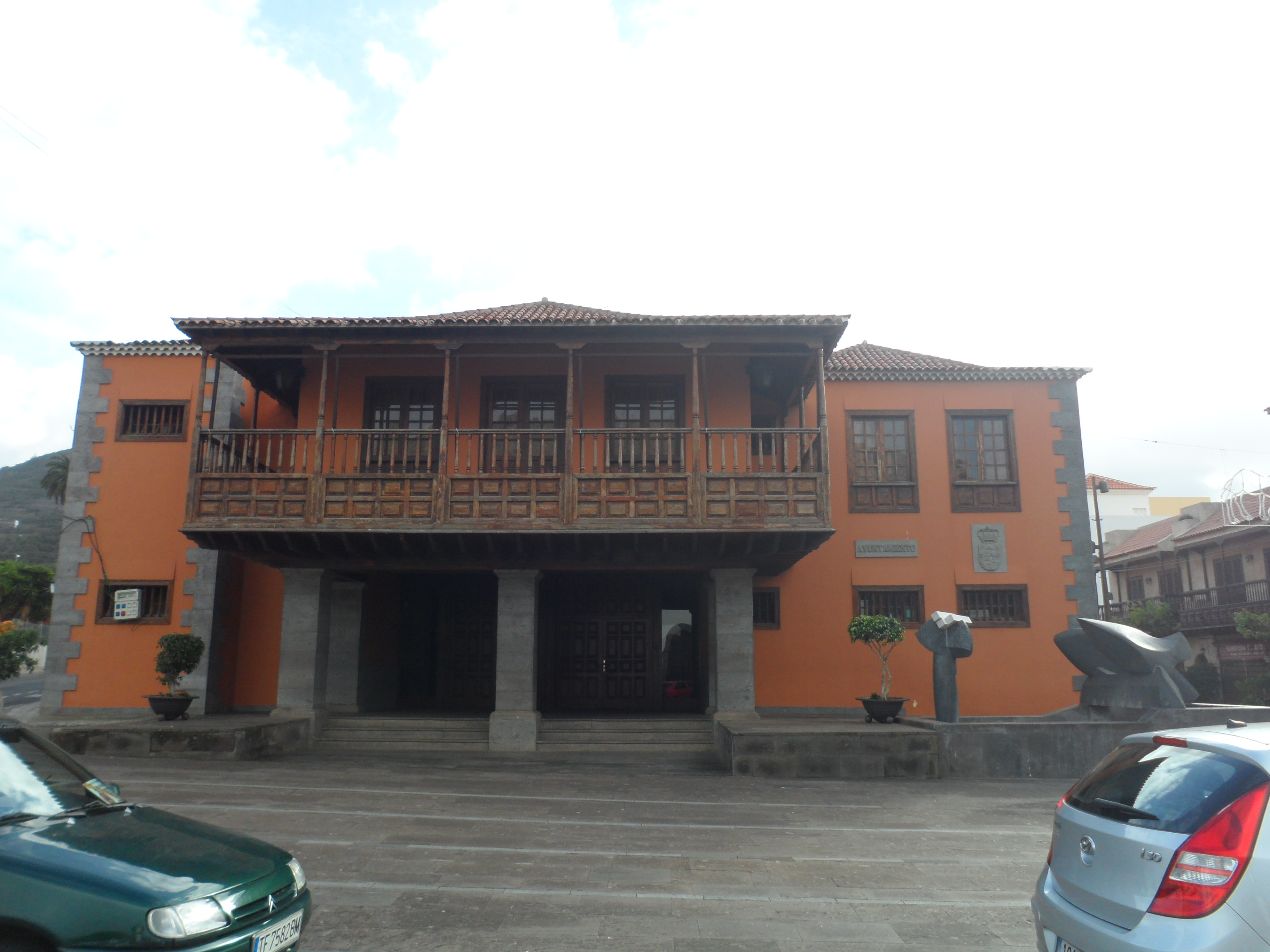
Ayuntamiento de Tegueste

Tegueste está regido por su ayuntamiento, formado por el alcalde-presidente de la corporación y ocho concejalías, así como por ocho concejales de la oposición.
Tras las elecciones de 2007 se forma un gobierno de pacto entre CC y el CCN. En marzo de 2010, José Manuel Molina es expulsado del CCN e ingresa en CC.
| Periodo   | Nombre                       | Partido | Partido                                      |
| --------- | ---------------------------- | ------- | -------------------------------------------- |
| 1979-1983 | Jacinto Molina Gómez         |         | Unión de Centro Democrático (UCD)            |
| 1983-1987 | Jacinto Molina Gómez         |         | Coalición Popular (CP)                       |
| 1987-1999 | Erasmos Suárez Rodríguez     |         | Agrupación Tinerfeña de Independientes (ATI) |
| 1999-2007 | Erasmos Suárez Rodríguez     |         | Coalición Canaria (CC)                       |
| 2007-2010 | José Manuel Molina Hernández |         | Centro Canario Nacionalista (CCN)            |
| 2010-2019 | José Manuel Molina Hernández |         | Coalición Canaria (CC)                       |
| 2019-act. | Ana Rosa Mena de Dios        |         | Partido Socialista Obrero Español (PSOE)     |

| Partido político | Partido político                                                            | 1979   | 1983   | 1987   | 1991   | 1995   | 1999   | 2003   | 2007   | 2011   | 2015   | 2019   | 2023   |
| Partido político | Partido político                                                            | Ediles | Ediles | Ediles | Ediles | Ediles | Ediles | Ediles | Ediles | Ediles | Ediles | Ediles | Ediles |
|                  | Agrupación de Electores + Instalaciones + Deportes Tegueste (+I+D TEGUESTE) |        |        |        |        |        |        |        |        |        |        |        | 1      |
|                  | Agrupación Tinerfeña de Independientes (ATI)                                |        | 1      | 4      | 9      | 9      |        |        |        |        |        |        |        |
|                  | Ahora Tegueste-Nueva Canarias (NC)                                          |        |        |        |        |        |        |        |        |        |        | 1      | 1      |
|                  | Alternativa Sí Se Puede por Tenerife (ASSPPT)                               |        |        |        |        |        |        |        |        | 1      | 3      | 2      |        |
|                  | Centro Canario Nacionalista (CCN)                                           |        |        |        |        |        |        |        | 1      |        |        |        |        |
|                  | Centro Democrático y Social (CDS)                                           |        | 2      | 1      | 0      |        |        |        |        |        |        |        |        |
|                  | Ciudadanos (CS)                                                             |        |        |        |        |        |        |        |        |        |        | 1      | 0      |
|                  | Coalición Canaria (CC)1                                                     |        |        |        |        |        | 9      | 7      | 8      | 9      | 8      | 6      | 6      |
|                  | Iniciativa Canaria Nacionalista (ICAN)                                      |        |        |        | 1      | 0      |        |        |        |        |        |        |        |
|                  | Alianza Popular (AP)-Partido Popular (PP)                                   |        | 7      | 6      | 2      | 3      | 2      | 2      | 1      | 2      | 1      | 1      | 2      |
|                  | Partido Socialista Obrero Español (PSOE)                                    |        | 2      | 1      | 1      | 1      | 2      | 4      | 7      | 4      | 4      | 5      | 6      |
|                  | Podemos                                                                     |        |        |        |        |        |        |        |        |        |        |        | 1      |
|                  | Unid@s por Tegueste                                                         |        |        |        |        |        |        |        |        |        | 1      | 1      |        |
|                  | Unión de Centro Democrático (UCD)                                           | 6      |        |        |        |        |        |        |        |        |        |        |        |
|                  | Unión de Vecinos de Tegueste (UVT)                                          | 6      | 1      | 1      |        |        |        |        |        |        |        |        |        |
|                  | Unión del Pueblo Canario (UPC)                                              | 1      |        |        |        |        |        |        |        |        |        |        |        |
|                  | X Tegueste-Por Tenerife                                                     |        |        |        |        |        |        |        |        | 1      |        |        |        |

## Servicios

### Educación
- Centro de educación infantil y primaria Francisca Santos Melián, en El Socorro
- CEIP María del Carmen Fernández Melián, en Las Toscas
- CEIP Melchor Núñez Tejera, en Pedro Álvarez
- CEIP Teófilo Pérez, en Tegueste Centro
- IES Tegueste, en Pedro Álvarez
- Centro infantil Zipi-Zape, en Las Toscas
- Centro infantil Santa Fe, en Las Canteras

### Transporte

#### Carreteras
El municipio se encuentra comunicado principalmente por la carretera general a Punta Hidalgo TF-13 y, de manera secundaria, por la carretera Portezuelo-Las Toscas TF-154.

#### Transporte público
El municipio cuenta con varias paradas de taxi en el casco y en el barrio de El Portezuelo.
En autobús —guagua— queda conectado mediante las siguientes líneas de TITSA:
| Línea | Trayecto                                            | Recorrido     |
| ----- | --------------------------------------------------- | ------------- |
| 050   | La Laguna - Tegueste - Bajamar - Punta del Hidalgo  | Horario/Línea |
| 051   | Circular La Laguna - Tejina - Tacoronte - La Laguna | Horario/Línea |
| 052   | La Laguna - Las Toscas (por El Socorro)             | Horario/Línea |
| 057   | Circular La Laguna - Tejina - Tacoronte - La Laguna | Horario/Línea |
| 105   | Santa Cruz - Punta del Hidalgo                      | Horario/Línea |

#### Caminos
El municipio cuenta con varios caminos aptos para la práctica del excursionismo:
- Ruta I: Tegueste - Las Peñuelas - Cocó - El Infierno - Barranco Agua de Dios - Tegueste
- Ruta II: Pedro Álvarez - Camino el Monte - El Lance - Cortafuegos - La Orilla - Tegueste
- Ruta III: Pedro Álvarez - El Salto - El Lance - Solís - La Degollada - Tegueste
- Ruta IV: Tegueste - Sardán - La Degollada - Mesa de Tejina - Bajamar
- Ruta V: Tegueste - El Caidero - Lomo los Riveros - El Peladero - Punta del Hidalgo
- Ruta VI: Pedro Álvarez - El Nieto - El Lance - El Batán - Punta del Hidalgo
- Ruta VII: Cruz del Carmen - Casa Forestal - El Moquinal - Los Dornajos - La Orilla - La Degollada - Tegueste

También cuenta con tramos de varios de los caminos homologados en la Red de Senderos de Tenerife:
- PR-TF 12 Cruz del Carmen - Bajamar
- PR-TF 12.1 Variante Tegueste
- PR-TF 12.2 Variante Pedro Álvarez

## Cultura

### Patrimonio

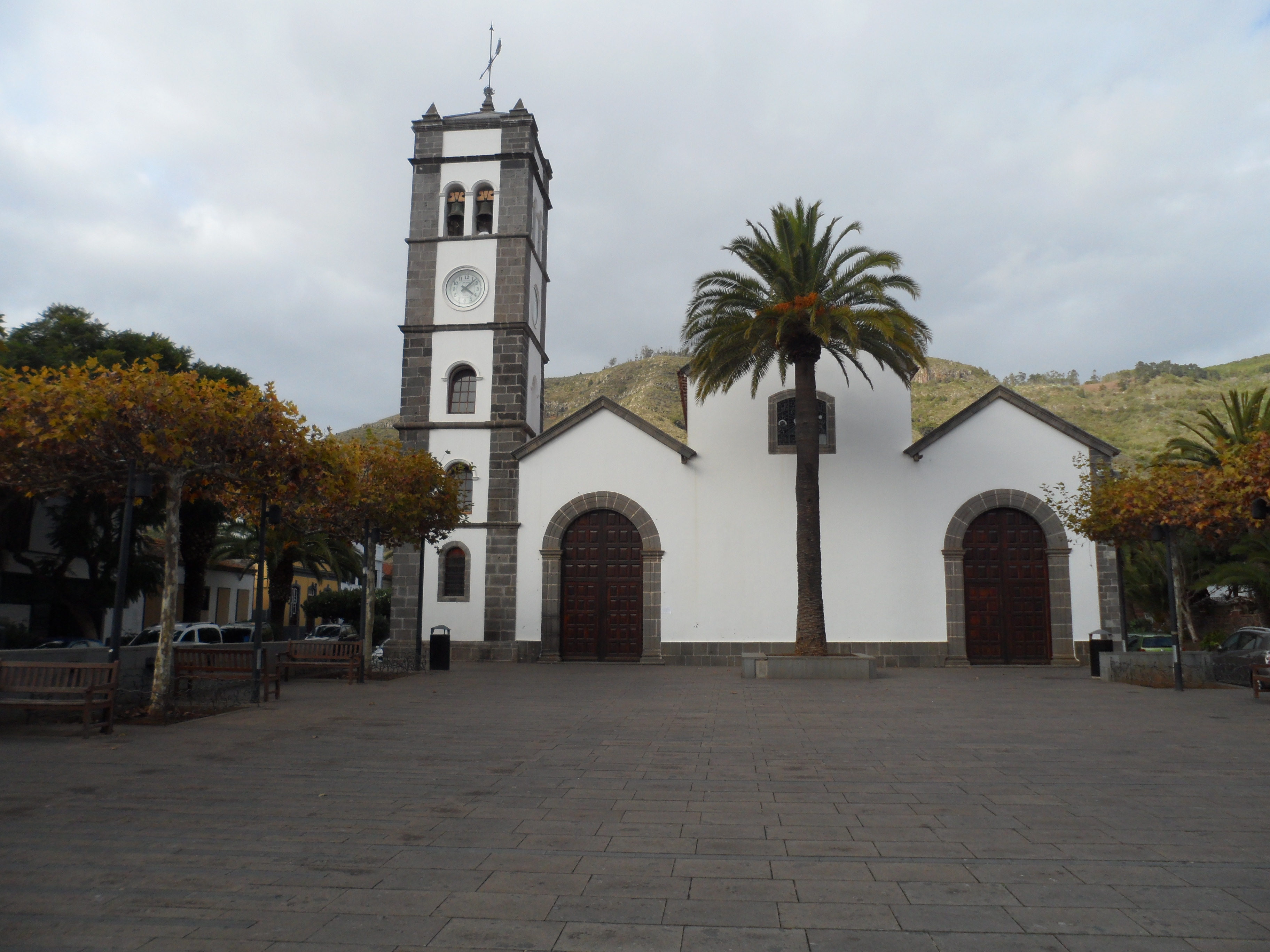
Plaza e iglesia de San Marcos,

La zona del casco antiguo de Tegueste, que comprende el área alrededor de la iglesia de San Marcos, fue declarado Bien de Interés Cultural en la categoría de Conjunto Histórico en 1986. Asimismo, el municipio conserva importantes vestigios de la cultura guanche, siendo el más importante el conjunto de cuevas del barranco de Agua de Dios, declarado Bien de Interés Cultural en la categoría de zona arqueológica en 2006.
Otros lugares de valor histórico-etnográfico son los tres depósitos y fuentes para el abastecimiento de agua localizados en La Placeta, Las Toscas y en el Calvario del Socorro, construidos entre finales del siglo XIX y principios del XX; el Camino de Los Laureles, principal vía de comunicación con La Laguna hasta el siglo XIX; la iglesia de Nuestra Señora del Socorro, del siglo XVI; la Casa del Prebendado Pacheco, casona de 1847; la Mansión de los Tacoronte, palacio señorial de dos plantas; la Casa de la Audiencia, el Ayuntamiento viejo, la plaza de La Arañita o La Placeta.
La arquitectura tradicional está bien conservada en los núcleos de La Padilla, San Luis, Pedro Álvarez y El Palomar.
- Casco histórico de Tegueste
- Iglesia de San Marcos Evangelista
- Iglesia de Nuestra Señora del Socorro
- Calvarios de La Placeta, Las Toscas y El Socorro
- Museo etnográfico Casa de los Zamorano
- Museo de La Romería
- Sala de exposiciones Prebendado Pacheco
- Parque Recreativo La Quebrada
- Ciudad deportiva Los Laureles
- Mercadillo del agricultor y artesano de Tegueste
- Teatro Rey Felipe

### Costumbres
Tegueste conserva varias tradiciones ligadas a los festejos religiosos del municipio, destacando las conocidas Danza de las Flores y La Librea.
La Danza de las Flores se lleva a cabo desde el siglo XVI y su baile, al ritmo de tajaraste, tiene la peculiaridad de que los danzantes no están unidos al mástil central de la danza con cintas, como sí ocurre en localidades del sur y norte de la isla, sino que se unen mediante arcos de flores y lazos.
Por su parte, La Librea de Tegueste, cuyo origen se remonta al siglo XVII y que fue declarada en 2007 Bien de Interés Cultural en la categoría de Ámbito Local, consiste en una representación teatral en la que una especie de milicia desfila en la procesión de la Virgen de los Remedios, acompañados por la Danza de las Flores y por tres barcos sobre carretas tiradas por bueyes que representan a los principales barrios del municipio.

### Fiestas
Durante todo el año el municipio de Tegueste celebra diferentes festividades, siendo días festivos locales el 25 de abril, festividad de San Marcos Evangelista, y el 8 de septiembre, celebración de la Virgen de los Remedios.
Entre las fiestas destacan:
| Fecha                       | Celebración                                 | Lugar                                                      | Actos destacados                                                                                   |
| --------------------------- | ------------------------------------------- | ---------------------------------------------------------- | -------------------------------------------------------------------------------------------------- |
| 6 de enero                  | Vísperas de Reyes                           | El Socorro                                                 | Representación del acto de los reyes por parte de la "Asociación Cultural Reyes del Socorro"       |
| Abril                       | San Marcos Evangelista                      | Tegueste Centro                                            | Romería de Tegueste, Gala de Elección de la Romera Mayor, Día del Carretero y Encuentro Folclórico |
| 3 de mayo                   | La Cruz                                     | Las Toscas y El Socorro                                    | Enrame de cruces                                                                                   |
| Junio                       | Corpus Christi                              | Tegueste Centro, El Portezuelo, El Socorro y Pedro Álvarez | Confección de alfombras de flores                                                                  |
| 3.er fin de semana de julio | San Antonio Abad y Sagrado Corazón de Jesús | El Portezuelo                                              | Paseo Romero                                                                                       |
| 2.º domingo de agosto       | Sagrado Corazón de Jesús                    | Pedro Álvarez                                              | Gala de Elección de la Reina de las fiestas, Baile de Taifa y Homenaje a los Mayores               |
| 8 de septiembre             | Virgen de los Remedios                      | Tegueste Centro                                            | Izado de la bandera y traslado del pendón, y representación de La Librea cada tres años            |
| 3.er domingo de septiembre  | Virgen del Socorro                          | El Socorro                                                 | Volteo en Moto «Madre de los Socorreros»                                                           |
| 30 de noviembre             | San Andrés Apóstol                          | La Padilla (El Portezuelo)                                 | Apertura de las bodegas y fiesta de los artenes                                                    |
| Diciembre                   | Navidad                                     | Tegueste Centro                                            | Representación de la visita de los Reyes Magos y Encuentro municipal de Villancicos                |

### Deporte
Tegueste conserva una arraigada tradición en la práctica de la lucha canaria, contando con el Terrero Insular de Lucha Mencey Tegueste y con el Club de Lucha Tegueste Mercatenerife. Asimismo, el municipio cuenta con el Homenaje a la Lucha Canaria, escultura del autor palmero Fernando Mena construida en 1994 y que representa a dos luchadores en brega. Está ubicada en una plaza a la entrada del casco histórico.
El municipio cuenta con varias instalaciones deportivas, destacando la ciudad deportiva Los Laureles, con instalaciones para la práctica de fútbol, fútbol 7, baloncesto, balonmano, voleibol y atletismo. Aquí realizan sus actividades los clubes de fútbol CDAFB Tegueste, Club Deportivo Portezuelo y la Agrupación Deportiva Tevahiteba; el Club de baloncesto Villa de Tegueste, el Club Balonmano Tegueste y el Club de atletismo Olímpico de Tegueste.

### Religión
La población creyente del municipio profesa principalmente la religión católica, estando repartida la feligresía en cuatro parroquias pertenecientes al arciprestazgo de Tegueste de la diócesis de Tenerife:
- Parroquia matriz de San Marcos Evangelista
- Parroquia de Nuestra Señora del Socorro
- Parroquia del Sagrado Corazón de Jesús
- Parroquia de San Antonio abad

En el municipio se encuentra también una Casa de Convivencia de las Religiosas de la Asunción.
Tegueste se encuentra bajo el patronazgo principal de San Marcos Evangelista, siendo copatrona la Virgen de los Remedios, que es además alcaldesa honoraria y perpetua del municipio desde 1980.

## Personas destacadas
Pedri